# Saison 6 d'Alice Nevers : Le juge est une femme
Chronologie
Saison 5 Saison 7
Cet article présente les épisodes de la sixième saison de la série télévisée Alice Nevers : Le juge est une femme.

## Distribution
- Marine Delterme : Alice Nevers, juge d'instruction
- Jean-Michel Tinivelli : Commandant Fred Marquand
- Jean Dell : Édouard Lemonnier, greffier
- Grégori Baquet : Ludovic, officier de police
- Daniel-Jean Colloredo : Le médecin légiste

## Liste des épisodes

### Épisode 1:Liquidation totale
- France : 18 octobre 2007 sur TF1

- France : 5,16 millions de téléspectateurs (22,9 % de part de marché)[1] (première diffusion)

- Marie Matheron : Claire Beland
- Thierry Ragueneau : Juge Grimber
- Stéphanie Vicat : Corinne Moulin
- Arthur Dupont : Sébastien Beland
- Alexia Barlier : Karine
- Maria Laborit : Mère de Karine
- Nathalie Grandhomme : Maître Valérie Simon
- Manon Jomain : Maud Guyot
- Catherine Bellami : Greffière de Grimber
- Rémy Roubakha : Commissaire priseur
- Christophe Jeannel : Médecin SAMU
- Xavier Thiam : Médecin Alice
- Arnaud Dulery : Déménageur

### Épisode 2:Cas d'école
- France : 25 octobre 2007 sur TF1

- France : 5,89 millions de téléspectateurs (25,2 %)[2] (première diffusion)

- Mélissa Djaouzi : Majda Benajar
- Xavier Letourneur : Jean Cariven
- David Van Severen : Thibault Lavigne
- Guillaume Bienvenu : Guillaume de Lassalle
- Valentin Merlet : Nicolas Cariven
- Brigitte Lo Cicero : Juliette Blanchet
- Denis Barré : Michel Blanchet
- Carole Franck : Claire Blanchet
- Zahra Guebli : Mère de Majda
- Jacques-Henry Fabre : Médecin de Claire Blanchart
- Céline Caussimon : Dame de service

### Épisode 3:La menace
Numéro de production
19 (6-03) Première diffusion
- France : 28 avril 2008 sur TF1.

Réalisation
Olivier Barma Scénario
Alain Patetta et Isabelle Le Monnier
Audiences
- France : 5,0 millions de téléspectateurs (21,6 %) (première diffusion)

Invités
- Antoine Bassler : Paul Langlais
- Quentin Ogier : Nicolas Régnier
- Alice Vial : Florence Régnier
- Annick Blancheteau : Mme Régnier
- Michaël Erpelding : Alex Richard
- Olivier Claverie : Pr Henri Dumont
- Frédéric Dessains : Frédéric Rougerie
- Stéphane Cottin : Collègue gendarme
- Matheo Capelli : Laborantin

Résumé détaillé
Un gendarme est tué par une voiture forçant le barrage routier où il se trouvait. L'immatriculation du véhicule permet de remonter à Nicolas Régnier, chercheur d'un laboratoire habilité à manipuler des substances biochimiques très toxiques. Alice et Marquand découvrent que Régnier a disparu avec six fioles d'un virus extrêmement dangereux. Suspectant un attentat terroriste, la DST reprend immédiatement l'enquête mais la juge et le policier veulent connaitre la fin de l'histoire.

### Épisode 4:À cœur et à sang
Numéro de production
2à (6-04)
Première diffusion
- France : 28 avril 2008 sur TF1

Réalisation

René Manzor
Scénario

Jean-Marc Dobel, Alice Chegaray-Breugnot et Nawel Dib
Audiences
- France : 3,60 millions de téléspectateurs (18,9 %)

Invités
- Philippine Leroy-Beaulieu : Virginie Gaetner
- Christian Vadim : Sacha Lebriand
- Nicky Marbot : Maxime Leroux
- Nicole Jamet : Louise Gaetner
- Pascal Demolon : Paul Cellier
- Isabelle Tanakil : Jeanne Cellier
- Quentin Grosset : Jérémy Cellier
- Pascal Wyn : Guillaume Bougeard
- Charlie Dupont : Médecin
- Mathilde Lebrequier : Directrice d'école
- Fabrice Moussy : Père 1
- Géraldine Demange : Mère 1
- Cyril Dhont : Père 2
- Hélène Leroux : Mère 2
- Hervé Colombel : Juju

Résumé détaillé

Alice et Marquand enquêtent sur le meurtre de Paul Cellier, un architecte renommé. Ce dernier vivait avec Sacha Lebriand, un homme avec qui il avait un fils prénommé Jérémy, conçu avec une amie d'enfance, Virginie Gaetner. Les deux pères et la mère élevaient le garçon en garde alternée. Les enquêteurs apprennent que quelques jours plus tôt, Paul et Sacha se sont disputés.

### Épisode 5:Une vie dans l'ombre
Numéro de production
21 (6-05)
Première diffusion
- France : 29 mai 2008 sur TF1

Réalisation

René Manzor
Scénario

Laurent Vachaud et René Manzor
Audiences
- France : 6,90 millions de téléspectateurs (28,1 %)

Invités
- Manuel Gélin : Michel Rambaldi
- Véronique Baylaucq : Sarah Rambaldi
- Tatiana Pereira Djalo : Victorine
- Luc Sonzogni : Maître Fuller
- Emanuela Ponzano : Inès Cruz
- Camille de Vivo : Yasmine Cruz
- Christian Baltauss : Chirurgien
- Élise Diamant : Nadine, secrétaire de Sarah
- Jacky Nercessian : Réceptionniste
- Alain Figlarz : Serge Francard
- Tessa Volkine : Concierge

Résumé détaillé

Sarah Rambaldi, une chirurgienne esthétique réputée, est retrouvé assassinée dans une chambre d'hôtel minable de Paris alors que son mari la croyait à Lille pour donner des cours. Alice et Marquand découvrent que la victime avait fait d'importants retraits d'argent les jours précédents. L'enquête s'accélère lorsque les empreintes de Serge Francard, un tueur à gages récemment évadé de prison, sont retrouvées sur la scène de crime.

### Épisode 6:Princesse
Numéro de production
22 (6-06)
Première diffusion
- France : 29 mai 2009 sur TF1

Réalisation

Olivier Barma
Scénario

Mathias Gavarry
Audiences
- France : 3,37 millions de téléspectateurs (25,6 %) (première diffusion)

Invités
- Catherine Aymerie : Hélène Ferron
- Pierre Laplace : Mathieu Duval
- Nathalie Besançon : Juliette Duval
- Matila Malliarakis : Franck Duval
- Pauline Chappey : Linda Duval
- Nicolas Jouhet : Gabriel Fisher
- Eloïse Parramore : Elodie Fisher
- Clémence Lassalas : Myriam
- Marie Moureaux : Florence
- Eden Ducourant : Romane
- Florence Bolufer : Mère de Romane
- Bruno Paviot : Médecin hôpital
- Johanna Bah : Jeune fille au pair

Résumé détaillé

Elodie Fisher fait un malaise après avoir remporté un concours de mini-Miss, et finit par mourir, empoisonnée. Alice et Marquand découvrent que derrière les paillettes se trouve un univers impitoyable. Ils apprennent que la gagnante était détestée des autres concurrentes.